# Гун, Геннадий Яковлевич
Геннадий Яковлевич Гун — советский и российский учёный-металлург, специалист в области области обработки металлов давлением. Доктор технических наук, профессор кафедры сопротивления материалов НИТУ «МИСиС». Лауреат Премии Совета Министров СССР.

## Биография
Родился 26 декабря 1933 г. в Ленинграде.
В 1956 г. окончил с отличием Уральский политехнический институт им. С. М. Кирова, получив специальность инженера-металлурга. Еще в годы учебы в УПИ поступил на заочное отделение в Уральский государственный университет на механико-математический факультет и вскоре получил второй диплом с отличием по специальности «математика».
После окончания вуза работал инженером на Челябинском трубопрокатном заводе и в Ленинградском механическом институте, в аспирантуре которого под руководством проф. Г. А. Смирнова-Аляева в 1962 г. защитил кандидатскую диссертацию на тему «Приближенный метод решения объемных задач вязко-пластического течения и некоторые вопросы теории волочения и прокатки». В 1965 г. Г. Я. Гун переходит на работу в Московский институт стали и сплавов, защищает докторскую диссертацию на тему «Конформные отображения и вариационные методы в теории обработки металлов давлением» и в 33-летнем возрасте становится доктором технических наук, что в металлургии бывает крайне редко.
В 1966 г. Г. Я. Гун избирается по конкурсу на должность профессора кафедры пластической деформации специальных сплавов МИСиС, а в 1971 г. становится заведующим кафедрой «Сопротивление материалов» того же института. Многие годы ведет созданный им уникальный курс по механике сплошных сред, который ходили слушать не только студенты, но и аспиранты, научные сотрудники и университетские преподаватели.
Очень болезненно переживал последствия рыночных экономических реформ 90-х годов в российской науке, вследствие чего безвременно ушел из жизни в 1993 г.

## Научная и преподавательская деятельность
Г. Я. Гун известен прежде всего как создатель нового научного направления в области математического моделирования процессов пластического деформирования металлов с целью решения различных задач обработки давлением. В своих первых научных работах он предложил ряд смелых идей из теории упругости, пластичности и гидродинамики для анализа плоского и объемного течений металла в условиях прокатки, прессования, волочения и формоизменения листового материала. Под его научным руководством был проведен широкий круг исследований реологических свойств сталей, цветных металлов и сплавов с учетом сложных законов нагружения, моделирующих реальные процессы обработки металлов давлением.
Особым вниманием исследователей пользуется предложенный Г.Я Гуном теоретический подход, связанный с применением методов теории функции комплексного переменного, комфортного отображения и экстремальных вариационных принципов анализа энергосиловых и кинематических параметров очага деформации.
Г. Я. Гун одним из первых в мире предложил практическое использование метода конечных элементов для компьютерного моделирования течения металла применительно к процессам обработки металлов давлением. Значителен его вклад и в разработку математических моделей проектирования технологического инструмента, в частности при получении прессованых профилей, труб и прутков.
Под его научным руководством было подготовлено более 50 кандидатов наук, четверо его учеников стали докторами наук и профессорами. Г. Я. Гун много работал с иностранными студентами, известными исследователями стали его зарубежные аспиранты: К. Байер (Германия), Я. Штобрын (Польша), Грыонг Ван Kay (Вьетнам), Д. Краллич (Венгрия), Т. Труфкин (Болгария), Цой Ен Гван (КНДР).
Г. Я. Гуну принадлежит более 220 опубликованных работ, в том числе 15 учебников и учебных пособий для вузов, монографий и справочников. По мнению исследователей, все книги проф. Гуна отличаются не только очень высоким научным уровнем, но и особой авторской элегантностью изложения и раскрытия сути решения поставленной задачи.

## Избранные работы[4]
- «Пластическое формоизменение металлов» (М.: Металлургия, 1968);
- «Прессование алюминиевых сплавов» (М.: Металлургия, 1974);
- «Сопротивление пластической деформации металлов и сплавов» (М.: Металлургия, 1976, 1983; М.: Мир, 1980);
- «Теоретические основы обработки металлов давлением» (М.: Металлургия, 1980);
- «Математическое моделирование процессов ОМД» (М.: Металлургия, 1983).

## Избранные патенты[5]
- Устройство для скальпирования заготовок // 995964
- Инструмент для прессования труб с наружными винтовыми ребрами // 867446
- Язычковая матрица // 778855
- Заготовка для изготовления теплообменных труб // 737057
- Способ изготовления сварных прямошовных труб // 597456
- Устройство для горячего прессования труднодеформируемых материалов // 499004

## Признание
В 1986 году Г. Я. Гуну была присуждена Премия Совета министров СССР за «разработку и широкое внедрение в народное хозяйство высокоэффективных охладителей для силовых полупроводниковых приборов».